# Yuka Ishigaki
Yuka Ishigaki (japanisch 石垣 優香 Ishigaki Yuka; * 22. Juli 1989 in der Präfektur Aichi) ist eine japanische Tischtennisspielerin und Vizeweltmeisterin mit der Mannschaft.

## Karriere
Bereits in ihrer Jugend gehörte Ishigaki zu den erfolgreichsten Spielerinnen in Japan. Ab 2004 hatte sie ihre ersten internationalen Auftritte bei Jugend-Weltmeisterschaften. So konnte sie 2005, 2006 und 2007 jeweils Bronze im Doppel gewinnen, sowie 2004 und 2006 Silber mit der Mannschaft.
2010 hatte sie weitere Auftritte, unter anderem bei den Japan Open, wo sie Gold im Doppel holte und bei den Egypt Open. Aufgrund starker japanischer Konkurrenz, unter anderem durch Kasumi Ishikawa und Ai Fukuhara, war sie seltener auf internationaler Bühne zu sehen.
2014 holte sie bei der Weltmeisterschaft mit der Mannschaft Silber, im Finale unterlag die japanische Auswahl China. Durch weitere gute Leistungen qualifizierte sich die Japanerin für die Grand Finals, bei welchem sie jedoch im Achtelfinale das Handtuch werfen musste.
2015 erreichte sie beim World Team Cup mit ihrer Mannschaft Platz 3. Das Jahr 2016 verlief relativ erfolgreich für Ishigaki: Sie gewann unter anderem die Bulgaria Open und konnte sich so erneut für die Grand Finals qualifizieren, schied dort aber erneut im Achtelfinale aus.

## Turnierergebnisse
| Verband | Veranstaltung            | Jahr | Ort            | Land               | Einzel        | Doppel    | Mixed     | Team     |
| ------- | ------------------------ | ---- | -------------- | ------------------ | ------------- | --------- | --------- | -------- |
| JPN     | Weltmeisterschaft        | 2009 | Yokohama       | Japan              | letzte 64     |           |           |          |
| JPN     | Weltmeisterschaft        | 2011 | Rotterdam      | Niederlande        | letzte 64     | letzte 16 |           |          |
| JPN     | Weltmeisterschaft        | 2012 | Dortmund       | Deutschland        |               |           |           | 5. Platz |
| JPN     | Weltmeisterschaft        | 2014 | Tokio          | Japan              |               |           |           | Silber   |
| JPN     | Pro Tour                 | 2010 | Kōbe           | Japan              |               | Gold      |           |          |
| JPN     | Pro Tour                 | 2010 | Kairo          | Ägypten            | Gold          |           |           |          |
| JPN     | World Tour               | 2016 | Panagjurischte | Bulgarien          | Gold          |           |           |          |
| JPN     | World Tour Grand Finals  | 2014 | Bangkok        | Thailand           | letzte 16     |           |           |          |
| JPN     | World Tour Grand Finals  | 2016 | Doha           | Katar              | letzte 16     |           |           |          |
| JPN     | Jugend-Weltmeisterschaft | 2004 | Kōbe           | Japan              | letzte 16     | letzte 16 | letzte 64 | Silber   |
| JPN     | Jugend-Weltmeisterschaft | 2005 | Linz           | Österreich         | letzte 32     | Bronze    |           |          |
| JPN     | Jugend-Weltmeisterschaft | 2006 | Kairo          | Ägypten            | letzte 16     | Bronze    |           |          |
| JPN     | Jugend-Weltmeisterschaft | 2007 | Palo Alto      | Vereinigte Staaten | Viertelfinale | Bronze    | letzte 16 |          |